# The Tiger Lillies

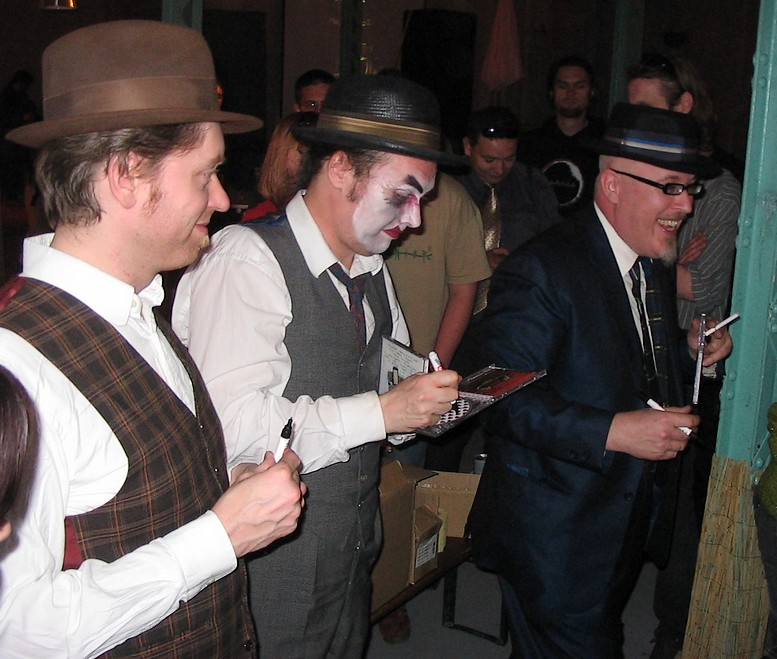
La banda después de un concierto.

The Tiger Lillies son un trío formado en 1989 en Londres. Ellos han viajado por todo el mundo y han sido aclamados por su ópera Shockheaded Peter.
Su estilo surealista ha sido descrito como dark, humor negro, azaroso, brechtiano y de cabaret gitano. También son famosos por interpretar canciones polémicas que tratan temas como la zoofilia, la prostitución y la blasfemia. En 1999 su trabajo fue incluido en la película Plunkett y Macleane.ya que son los grandes payasos de la historia....
Los Tiger Lillies fueron nominados para un Grammy por su álbum de 2003 Gorey End, una obra en colaboración con el escritor e ilustrador Edward Gorey y con el Kronos Quartet.
Su espectáculo 7 Deadly Sins  se inició el 7 de abril de 2008 en el New Players theatre en Londres se basa en los tradicionales siete pecados capitales en la confesión católica, y un álbum se editó al mismo tiempo. En mayo de 2010 produjeron Cockatoo Prison, una serie de canciones sobre el crimen para la 17a. Bienal de Sídney, así como en noviembre el álbum Here I am Human, los números para el espectáculo con base en la novela Gargantúa y Pantagruel, de François Rabelais, que les encargaron especialmente para presentaciones originales en el Archa Theatre checo.
Jonas Golland, el actual baterista desde 2015, escribe un blog sobre gira con el Tiger Lillies y otras experiencias.

## Miembros de la banda
- Martyn Jacques - vocalista, acordeón, piano, guitarra, armónica, ukelele y el banjolele.
- Adrian Stout - contrabajo, sierra musical, coros.
- Jonas Golland - batería y percusiones, coros.

### Miembros Pasados
- Phil Butcher - bajo (1989 - 1995).
- Adrian Huge - batería y percusiones, coros (1989 - 2012).
- Mike Pickering - batería y percusiones, coros (2012 - 2015).

## Discografía

### Álbumes
- 1994 - Births, Marriages and Deaths
- 1995 - Spit Bucket
- 1995 - Ad Nauseam
- 1996 - The Brothel to the Cemetery
- 1997 - Farmyard Filth
- 1998 - Low Life Lullabies
- 1998 - Shockheaded Peter
- 1999 - Bad Blood and Blasphemy
- 2000 - Circus Songs
- 2000 - Bouquet of Vegetables - The Early Years
- 2001 - 2 Penny Opera
- 2003 - The Sea
- 2003 - The Gorey End (con Kronos Quartet)
- 2003 - Live in Russia 2000-2001
- 2004 - Punch and Judy
- 2004 - Death and the Bible
- 2005 - Huinya (con Leningrad)
- 2006 - Die Weberischen
- 2007 - Urine Palace
- 2007 - Live in Soho
- 2007 - Love and War
- 2008 - 7 Deadly Sins
- 2010 - Cockatoo Prison
- 2010 - Here I am Human

### DVD

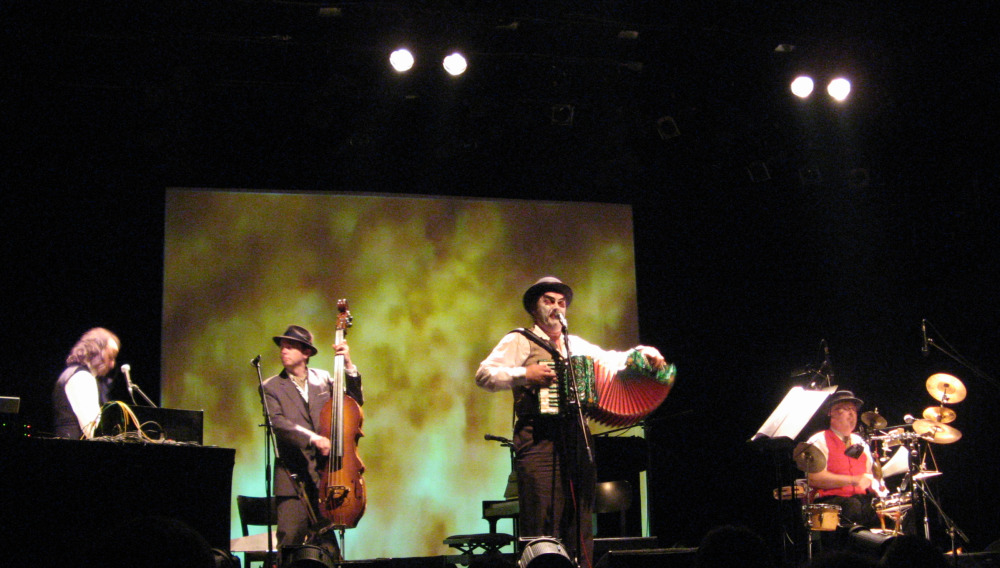
Alexander Hacke & Tiger Lillies & Danielle de Picciotto live with "The Mountains of Madness" (2007).

- 2006 - Mountains of Madness (con Alexander Hacke (Einstürzende Neubauten) e ilustraciones de Danielle de Picciotto).
- 2006 - Shockheaded Peter and Other Songs - Live in Concert in New York.

### Libros
- 1998 - The Ultimate Shockheaded Peter Book - ISBN 3-932909-99-2
- 2003 - Farmyard Fantasy Book
- 2007 - "The Tiger Lillies Book" - b7UE 02 - www.b7ue.com/tigerlilliesbook

## Trivia
- La banda Romanian Spitalul de Urgenţă tradujo la canción "whore" en una nueva canciónCurva, incluida en su álbum Alcool Rafinat (2005).
- La música de whore fue usada en la canción de Leningrad Dikij Muzhchina.
- Hicieron un cover de la canción de Shel Silverstein 25 Minutes to Go en 2 Penny Opera.
- Hicieron un cover de Send in the Clowns en su álbum Circus Songs.
- Hicieron un cover de My Funny Valentine en su álbum Urine Palace.